# Технології «Зоряних війн»
Блокбастер жанру космічної опери, франшизa «Зоряні війни» позичила багато реальних наукових і технологічних ідей у своїх зйомках. Своєю чергою, «Зoряні війни» показали, надихнули та вплинули на кілька футуристичних технологій, деякі з яких уже існують, а інші знаходяться на стадіях розробки. У епілозі до роману «Повернення джедая» Джордж Лукас написав: «Зоряні війни також дуже стурбовані напругою між людством і технологіями, проблема, яка для мене сягає навіть моїх перших фільмів. У „Джедаях“ тема залишається незмінною, оскільки найпростіші природні сили знищили, здавалося б, непереможну армаду Імперії зла».
Хоч і багато які із цих технологій існують і використовуються сьогодні, вони не такі складні, як у Зоряних війнах. Деякі з цих Технологій зараз вважаються неможливими. Проте, досить багато технологій, зображених у «Зоряних війнах», дійсно відповідають сучасним реальним технологіям і концепціям, хоча деякі мають значні відмінності.

## Біотехнології

### Клонування та генна інженерія
«Зоряні війни» також зображають явища клонування та генної інженерії, хоч і набагато досконаліші й складніші від сучасних наукових стандартів. Клонування в «Зоряних війнах» вперше згадується в оригінальному фільмі «Зоряні війни» 1977 року ("Нова надія ") та його романі. Вперше його побачили у фільмі «Зоряні війни: Епізод ІІ — Атака клонів» (2002).
Існують значні відмінності між нинішньою здатністю клонувати людей і тими, які ми бачили у Зоряних війнах. Сучасні методи клонування людини потребують використання перенесення ядра соматичної клітини (SCNT), який вимагає видалення ядра незаплідненої яйцеклітини від жінки-донора, що призводить до енуклеації яйцеклітини. ДНК суб'єкта, який клонують, потрібно буде витягти та злити електронним способом разом з енуклеованою яйцеклітиною. Сурогатна мати повинна бути запліднена ембріонами, щоб народити клон.

### Регенерація
Занурення в рідину під назвою бакта спричиняє регенерацію понівеченої плоті у всесвіті Зоряних воєн. Відповідно до всесвітнього довідника, бакта — це хімічна сполука червоного відтінку; його потрібно змішувати з синтетичною рідиною, яка імітує рідини організму. Комбіноване бактеріальне середовище регенерує травмовану плоть і сприяє росту тканин. Люка Скайвокера вперше помітили, як використовує бакту в «Імперія завдає удару у відповідь» ; його батько Дарт Вейдер має подібний танк у Rogue One. Воїни-клони також використовують таку технологію зцілення у Війнах клонів. Bacta також можна застосовувати у формі спрею.

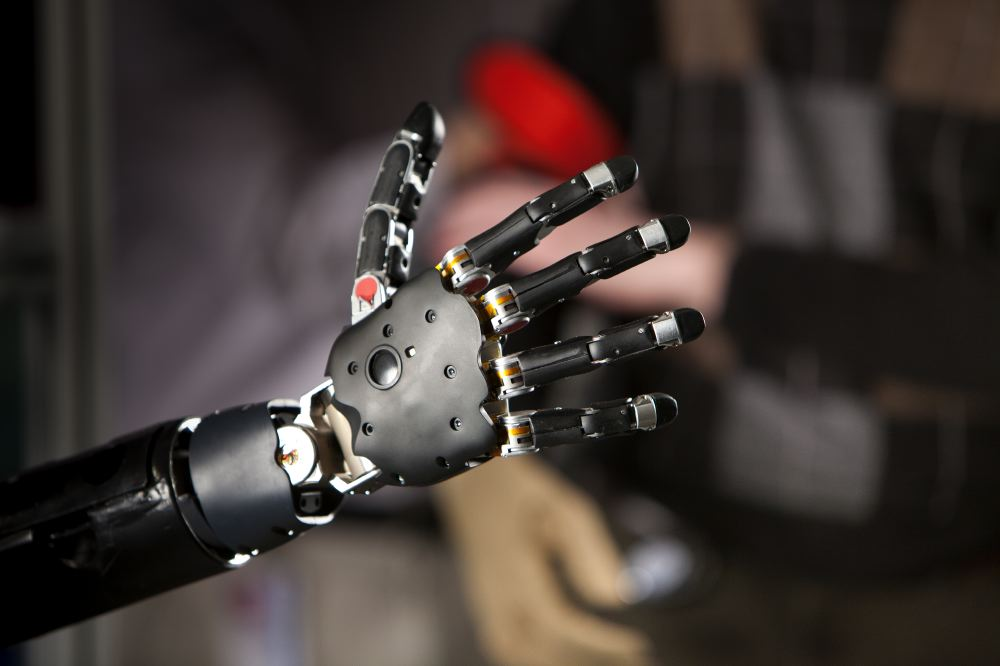
Сучасний протез кисті та руки, керований мозком, спільно розроблений Лабораторією прикладної фізики та Федеральним управлінням з лікарських засобів

У «Зоряних війнах» протези вперше з'являються на плівці в кінці «Епізоду V: Імперія завдає удару у відповідь». Протези кінцівок, які можна побачити у фільмах, мають майже абсолютну схожість з природними за розміром, формою та рухом. Єдиною відмінністю є матеріал, з якого виготовлені протези кінцівок, який значно відрізняється від органічного матеріалу природних кінцівок та інших органів, які замінюють протези кінцівок. Така точність не вважається можливою за допомогою сучасних технологічних засобів. Однак, згідно з нещодавніми дослідженнями та розробками, проведеними в Університеті Кейс Вестерн, які виготовили протези кінцівок, подібні до тих, що ми бачили в «Зоряних війнах», здатність протезів викликати відчуття стала ближчою до реальності.